# غمار روزيلي
الغمّار الروزيلي (الاسم العلمي: Gammarus roeselii) هو نوع من المفصليات يتبع جنس الغمار من الفصيلة الغمارية.